# International Lawn Tennis Challenge de 1909

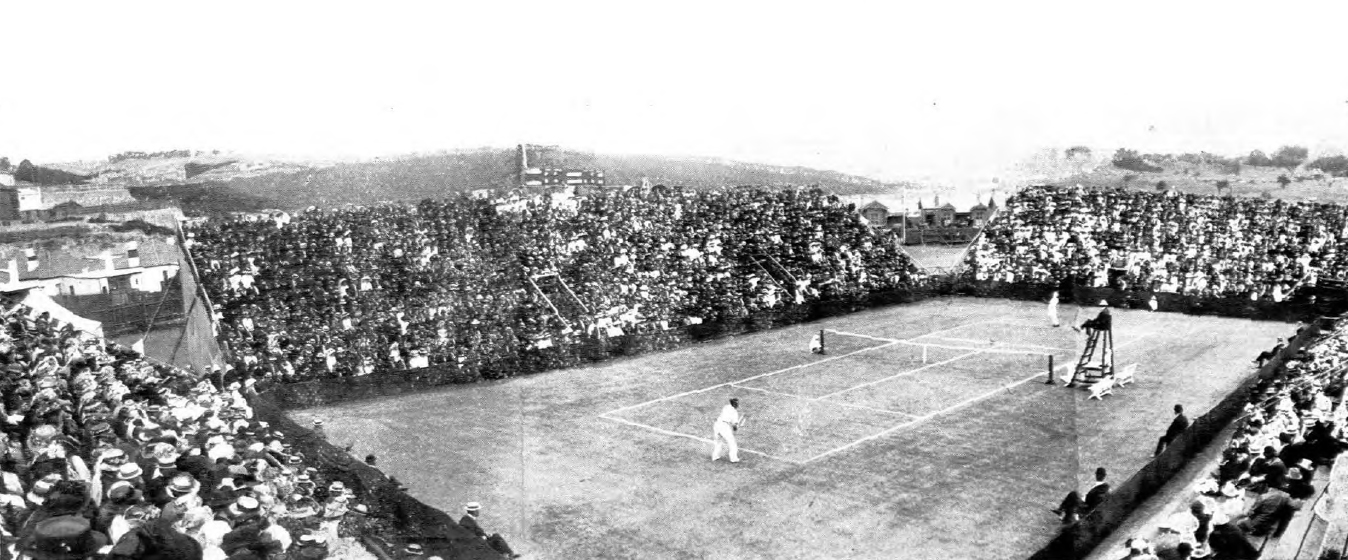
Competição de tênis da Copa Davis de 1909

O International Lawn Tennis Challenge de 1909 foi a 9ª edição do que atualmente é conhecida como Copa Davis. A Australásia sagrou-se campeã.
Pelo segundo ano seguido, britânicos e norte-americanos desafiaram os australasianos, e falharam. A final aconteceu em Double Bay Grounds, em Sydney, na Austrália, entre 27 e 30 de novembro.

## Final 1
Chamada de Final no original, define a equipe desafiante para a Final 2.
| Estados Unidos 5 | Germantown Cricket Club, Filadélfia, Estados Unidos 11 de setembro - 14 de setembro | Germantown Cricket Club, Filadélfia, Estados Unidos 11 de setembro - 14 de setembro | Ilhas Britânicas 0 |     |     |     |     |  |
| \| \| \| \| 1 \| 2 \| 3 \| 4 \| 5 \| \| \| - \| \| --------------------------------------------------------------- \| --- \| --- \| --- \| --- \| --- \| \| \| 1 \| \| William Larned Charles Dixon \| 6 3 \| 6 2 \| 6 0 \| \| \| \| \| 2 \| \| William Clothier James Parke \| 6 4 \| 6 3 \| 8 6 \| \| \| \| \| 3 \| \| Harold Hackett / Raymond D. Little Walter Crawley / James Parke \| 3 6 \| 6 4 \| 6 4 \| 4 6 \| 8 6 \| \| \| 4 \| \| William Larned James Parke \| 6 3 \| 6 2 \| 6 3 \| \| \| \| \| 5 \| \| William Clothier Charles Dixon \| 6 3 \| 6 1 \| 6 4 \| \| \| \| |                                                                                     |                                                                                     |                    |     |     |     |     |  |
| |                                                                                     |                                                                                     | 1                  | 2   | 3   | 4   | 5   |  |
| 1 | Estados Unidos · Reino Unido da Grã-Bretanha e Irlanda                              | William Larned Charles Dixon                                                        | 6 3                | 6 2 | 6 0 |     |     |  |
| 2 | Estados Unidos · Reino Unido da Grã-Bretanha e Irlanda                              | William Clothier James Parke                                                        | 6 4                | 6 3 | 8 6 |     |     |  |
| 3 | Estados Unidos · Reino Unido da Grã-Bretanha e Irlanda                              | Harold Hackett / Raymond D. Little Walter Crawley / James Parke                     | 3 6                | 6 4 | 6 4 | 4 6 | 8 6 |  |
| 4 | Estados Unidos · Reino Unido da Grã-Bretanha e Irlanda                              | William Larned James Parke                                                          | 6 3                | 6 2 | 6 3 |     |     |  |
| 5 | Estados Unidos · Reino Unido da Grã-Bretanha e Irlanda                              | William Clothier Charles Dixon                                                      | 6 3                | 6 1 | 6 4 |     |     |  |

## Final 2
Chamada de Challenge Round no original, define a equipe campeã. Duelo entre a campeã da edição anterior e a vencedora da final 1.
| Australásia 5 | Double Bay Grounds, Sydney, Australia 27 de novembro - 30 de novembro | Double Bay Grounds, Sydney, Australia 27 de novembro - 30 de novembro | Estados Unidos 0 |     |     |     |   |  |
| \| \| \| \| 1 \| 2 \| 3 \| 4 \| 5 \| \| \| - \| \| ---------------------------------------------------------------- \| ----- \| --- \| --- \| --- \| - \| \| \| 1 \| \| Norman Brookes Maurice McLoughlin \| 6 2 \| 6 2 \| 6 4 \| \| \| \| \| 2 \| \| Tony Wilding Melville Long \| 6 2 \| 7 5 \| 6 1 \| \| \| \| \| 3 \| \| Norman Brookes / Tony Wilding Melville Long / Maurice McLoughlin \| 12 10 \| 9 7 \| 6 3 \| \| \| \| \| 4 \| \| Norman Brookes Melville Long \| 6 4 \| 7 5 \| 8 6 \| \| \| \| \| 5 \| \| Tony Wilding Maurice McLoughlin \| 3 6 \| 8 6 \| 6 2 \| 6 3 \| \| \| |                                                                       |                                                                       |                  |     |     |     |   |  |
| |                                                                       |                                                                       | 1                | 2   | 3   | 4   | 5 |  |
| 1 | Australásia · Estados Unidos                                          | Norman Brookes Maurice McLoughlin                                     | 6 2              | 6 2 | 6 4 |     |   |  |
| 2 | Australásia · Estados Unidos                                          | Tony Wilding Melville Long                                            | 6 2              | 7 5 | 6 1 |     |   |  |
| 3 | Australásia · Estados Unidos                                          | Norman Brookes / Tony Wilding Melville Long / Maurice McLoughlin      | 12 10            | 9 7 | 6 3 |     |   |  |
| 4 | Australásia · Estados Unidos                                          | Norman Brookes Melville Long                                          | 6 4              | 7 5 | 8 6 |     |   |  |
| 5 | Australásia · Estados Unidos                                          | Tony Wilding Maurice McLoughlin                                       | 3 6              | 8 6 | 6 2 | 6 3 |   |  |